# Irakisch-israelische Beziehungen
Das Verhältnis zwischen Irak und Israel ist seit 1948 feindlich, als der Irak mit weiteren arabischen Staaten das neu geschaffene Israel im Palästinakrieg angriff. Der Irak nahm seither an mehreren militärischen Aktionen teil, so im Sechstagekrieg 1967 und im Jom-Kippur-Krieg 1973. Während des ersten Golfkrieges zwischen Irak und Iran bombardierte Israel 1981 das Kernkraftwerk Osirak im Osten des Irak. Während des zweiten Golfkrieges 1991 feuerte Irak mehrfach Scud-Raketen auf israelisches Territorium, obwohl Israel an diesem Krieg offiziell nicht teilnahm.
In der Operation Ezra und Nehemiah wurden 1950 bis 1952 etwa 120.000 bis 130.000 irakische Juden nach Israel evakuiert, im Gegenzug emigrierten etwa 34.000 palästinensische Flüchtlinge in den Irak. Trotz des angespannten Verhältnisses erhalten beide Staaten diplomatische Beziehungen zueinander aufrecht.

## Verhältnis seit 1948
Mit der Gründung des Staates Israel im Palästinakrieg 1948 befinden sich die Staaten völkerrechtlich gesehen im Kriegszustand. Der Irak entsandte 1948 und 1967 und zum Schutz Syriens auch 1973 Truppen gegen Israel. Anders als Ägypten, Jordanien und Syrien war der Irak nie bereit, einen Waffenstillstand oder wie Ägypten und Jordanien ein Friedensabkommen mit Israel zu unterzeichnen.
Auch als 1979 Saddam Hussein im Irak an die Macht kam, verbesserte sich die Situation nicht. Saddam Hussein war in den arabischen Ländern für seine Ablehnung des Staates Israel bekannt und unterstützte palästinensische Aufstände gegen Israel. 1981 bombardierte Israel das im Osten des Irak liegende Atomkraftwerk Osirak, da man vermutete, dass dort Kernwaffen entwickelt werden sollten.
Vom Irak wurden 1991, während des zweiten Golfkrieges, 39 Scud-Raketen auf Israel abgeschossen. Diese verursachten laut der Jerusalem Post zwei Todesopfer durch direkte Treffer, vier weitere erstickten in Gasmasken, 68 Menschen starben an Herzanfällen, die auf die Angriffe zurückgeführt wurden. Auf Bitten der Amerikaner reagierte Israel nicht direkt militärisch auf die Angriffe, um die Koalition gegen den Irak, der viele mit Israel verfeindete Staaten angehörten, nicht zu gefährden. Auch nach dem Sturz Saddams 2003 änderte der Irak unter der neuen Regierung seine Haltung zum Staat Israel nicht.
2018 haben erstmals drei Delegationen aus der irakischen Hauptstadt Bagdad unter großer Geheimhaltung Israel besucht. Die Namen der 15 irakischen Delegationsmitglieder werden aus Sicherheitsgründen geheim gehalten. Dabei standen akademische und kulturelle Themen im Vordergrund.

## Israelische Beziehungen zu den irakischen Kurden
Die Beziehungen zwischen Israel und den Irakischen Kurden sind mindestens seit 1961 belegt, als Kurden in einer Revolte gegen die irakische Armee kämpften (siehe Barzani-Revolten). Der Exilkurde Ismet Scherif Wanli traf sich im Geheimen, unter Unterstützung des iranischen Geheimdienstes, mit mehreren israelischen Politikern, um als Mittelsmann zum kurdischen Führer Mustafa Barzani zu fungieren. Von 1968 bis 1973 durften Barzani und zwei seiner Söhne mehrmals nach Israel einreisen, und auch israelische Gesandte engagierten sich im humanitären und militärischen Bereich in den kurdischen Gebieten. Zusätzlich wurden unter den Augen Irans Waffen an die Kurden geliefert, bis der Iran 1975 diese Praxis stoppte. In der Zeit danach gibt es bis 2003 keine Informationen über israelisch-kurdische Beziehungen. Während der Besatzung des Iraks gibt es Berichte, dass Israel kurdische Kämpfer ausbildet. Danny Yatom, ehemaliger Direktor des Mossad, soll Geschäfte im kurdischen Sicherheitsbereich gemacht haben. Auch die Bau- und die Telekommunikationsbranche Israels sollen in Kurdistan aktiv sein. In der letzten Zeit haben sich mehrere Politiker sich öffentlich dazu bekannt, dass Israel einen unabhängigen kurdischen Staat anerkennen würden.